# Emilio Mayoral
Emilio Mayoral Fernández (Las Palmas de Gran Canaria, 1954), conocido como Emilio Mayoral, es un político español del PSOE que, entre otros cargos, ha ocupado la alcaldía del Ayuntamiento de Las Palmas de Gran Canaria.
Licenciado en Derecho y Diplomado en Ciencias Empresariales, Mayoral es catedrático de enseñanza secundaria en el IES Felo Monzón Grau Basas, situado en el barrio de Tafira de Las Palmas de Gran Canaria. Asimismo, es profesor asociado de la Universidad de Las Palmas de Gran Canaria y pertenece a la Comisión Permanente de su Consejo Social.

## Carrera política
Su trayectoria política comenzó en 1976 cuando se afilió al Partido Socialista Popular que se integró el PSOE, en 1977. Su incorporación al PSC-PSOE se produce en 1981 partido del que forma parte desde entonces y en el que ha ocupado diferentes cargos orgánicos, entre ellos, Secretario de Política Municipal de la Ejecutiva Regional, de la que fue miembro entre 1992 y 2000, y miembro del Comité Regional de los socialistas canarios de 1988 a 1992. En la actualidad es Presidente Insular de la Ejecutiva de Gran Canaria y miembro de su Comité Regional.

## Cargos públicos
Su experiencia en cargos públicos comenzó en 1983 cuando fue nombrado responsable de la Jefatura de Sección de Ayudas al Estudio y Servicios Complementarios de la Consejería de Educación del Gobierno de Canarias, cargo que ocupó hasta 1986. El siguiente Gobierno autónomo, que volvió a ser presidido por Jerónimo Saavedra, lo nombró en 1986 director general de Promoción Educativa y Renovación Pedagógica, responsabilidad que desempeñó hasta la salida del Partido Socialista de Canarias (PSC-PSOE) del ejecutivo canario en 1987. Posteriormente iniciaría su etapa como concejal del Ayuntamiento de las Palmas de Gran Canaria (1987-1996), siendo alcalde de la misma corporación en dos ocasiones, en 1990-1991 y en 1993-1995. En 2005 asume el cargo de presidente de la Autoridad Portuaria de Las Palmas, cargo que ocuparía hasta 2007, cuando es nombrado Consejero de Política Territorial del Cabildo Insular de Gran Canaria, cargo que ostentó hasta 2011. Diputado por Gran Canaria de la viii legislatura del Parlamento de Canarias, fue portavoz adjunto del Grupo Parlamentario Socialista. En 2015 abandona su cargo de Director de Transportes de la Consejería de Obras Públicas del Gobierno de Canarias.